# All-Star Game de la NBA 1951
El primer All-Star Game de la NBA de la historia se disputó el día 2 de marzo de 1951 en el Boston Garden de la ciudad de Boston, Massachusetts. El equipo de la Conferencia Este estuvo dirigido por Joe Lapchick, entrenador de New York Knicks y el de la Conferencia Oeste por John Kundla, de Minneapolis Lakers. La victoria correspondió al equipo del Este, por 111-94, siendo elegido MVP del All-Star Game de la NBA el pívot de Boston Celtics Ed Macauley, que consiguió 20 puntos y 6 rebotes, dejando además a la estrella del Oeste, George Mikan, con tan solo 4 tiros de campo anotados. El partido fue seguido en directo por 10.094 espectadores. Estuvo a punto de no disputarse, pero gracias a la insistencia de Maurice Podoloff, el comisionado de la liga, se pudo llevar adelante.

## Estadísticas

### Conferencia Oeste
Entrenador: John Kundla, Minneapolis Lakers
| CONFERENCIA OESTE           |     |     |     |     |     |     |     |
| Jugador, Equipo             | TCA | TCI | TLA | TLI | REB | AST | PTS |
| Alex Groza, Indianápolis    | 8   | 16  | 1   | 1   | 13  | 1   | 17  |
| Jim Pollard, Minneapolis    | 2   | 11  | 0   | 0   | 4   | 5   | 4   |
| George Mikan, Minneapolis   | 4   | 17  | 4   | 6   | 11  | 3   | 12  |
| Bob Davies, Rochester       | 4   | 6   | 5   | 5   | 5   | 5   | 13  |
| Ralph Beard, Indianápolis   | 3   | 8   | 0   | 3   | 3   | 2   | 6   |
| Dike Eddleman, Tri-Cities   | 2   | 9   | 3   | 5   | 0   | 3   | 7   |
| Vern Mikkelsen, Minneapolis | 4   | 11  | 3   | 4   | 9   | 1   | 11  |
| Larry Foust, Fort Wayne     | 1   | 6   | 0   | 0   | 5   | 2   | 2   |
| Frank Brian, Tri-Cities     | 5   | 14  | 4   | 5   | 6   | 3   | 14  |
| Fred Schaus, Fort Wayne     | 2   | 9   | 4   | 4   | 4   | 2   | 8   |
| Totales                     | 35  | 107 | 24  | 33  | 60  | 27  | 94  |

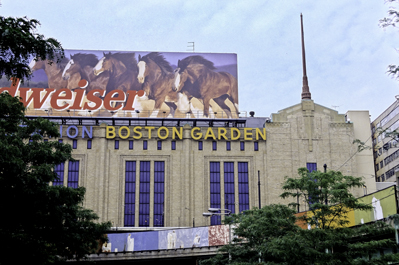
Boston Garden, sede del primer All Star.

 TCA: Tiros de campo anotados. TCI: Tiros de campo intentados. TLA: Tiros libres anotados. TLI: Tiros libres intentados. REB: Rebotes. AST: Asistencias. PTS: Puntos

### Conferencia Este
Entrenador: Joe Lapchick, New York Knicks
| CONFERENCIA ESTE           |     |     |     |     |     |     |     |
| Jugador, Equipo            | TCA | TCI | TLA | TLI | REB | AST | PTS |
| Joe Fulks, Philadelphia    | 6   | 15  | 7   | 9   | 7   | 3   | 19  |
| Dolph Schayes, Syracuse    | 7   | 10  | 1   | 2   | 14  | 3   | 15  |
| Ed Macauley, Boston        | 7   | 12  | 6   | 7   | 6   | 1   | 20  |
| Bob Cousy, Boston          | 2   | 12  | 4   | 5   | 9   | 8   | 8   |
| Andy Phillip, Philadelphia | 3   | 8   | 0   | 0   | 10  | 8   | 6   |
| Paul Arizin, Philadelphia  | 7   | 12  | 1   | 2   | 7   | 0   | 15  |
| Vince Boryla, New York     | 4   | 6   | 1   | 1   | 2   | 2   | 9   |
| Harry Gallatin, New York   | 2   | 4   | 1   | 1   | 5   | 2   | 5   |
| Red Rocha, Baltimore       | 2   | 10  | 4   | 4   | 2   | 3   | 8   |
| Dick McGuire, New York     | 3   | 4   | 0   | 0   | 5   | 10  | 6   |
| Totales                    | 43  | 93  | 25  | 31  | 67  | 40  | 111 |

 TCA: Tiros de campo anotados. TCI: Tiros de campo intentados. TLA: Tiros libres anotados. TLI: Tiros libres intentados. REB: Rebotes. AST: Asistencias. PTS: Puntos